# Stugusjön (Skorpeds socken, Ångermanland)
Stugusjön är en sjö i Örnsköldsviks kommun i Ångermanland och ingår i Nätraåns huvudavrinningsområde. Sjön är 17,7 meter djup, har en yta på 1,3 kvadratkilometer och befinner sig 181 meter över havet. Sjön avvattnas av vattendraget Nätraån.

## Delavrinningsområde
Stugusjön ingår i det delavrinningsområde (703173-159703) som SMHI kallar för Utloppet av Stugusjön. Medelhöjden är 287 meter över havet och ytan är 14,64 kvadratkilometer. Räknas de 58 avrinningsområdena uppströms in blir den ackumulerade arean 218,01 kvadratkilometer. Avrinningsområdets utflöde Nätraån mynnar i havet. Avrinningsområdet består mestadels av skog (83 procent). Avrinningsområdet har 1,29 kvadratkilometer vattenytor vilket ger det en sjöprocent på 8,8 procent.